# 32398 Metayer
32398 Metayer este o planetă minoră (asteroid), cu un diametru de 7,548 km, din centura de asteroizi. A fost descoperită pe 20 august 2000 la Stația Anderson Mesa de Lowell Observatory Near-Earth-Object Search. 
Obiectul prezintă o orbită caracterizată de o semiaxă mare de 3,1877235 UAi, o excentricitate de 0,01, o înclinație de 5,63831 ° în raport cu ecliptica.